# نکارود
رودخانه نکا رودخانه‌ای است که از میان شهر نکا عبور می‌کند.
رودخانه نکارود از شاه‌کوه البرز در گرگان سرچشمه می‌گیرد و مساحت حوضه آبریز آن حدود ۱۹۲۲ کیلومتر مربع است. این رودخانه در بالارود به صورت بریده بریده تا مآندری است و در پایین رود به صورت مآندری تا به‌طور نوعی کانال مستقیم است.

## ویژگی
تعداد و توزیع سدهای درون کانال همراه با تغییر سیستم رودخانه به سوی پایین رود کاسته شده و به سدهای نقطه ای تغییر می‌کند. پیچش آن به‌طور محلی از ۱/۱۰ تا ۲/۴۴ قبل از ملحق شدن به دریای خزر می‌باشد. نکارود شاخه‌های فرعی متعددی در بخش میانی رود دارد. شکل کانال ازعریض و کم عمق (متوسط عرض به عمق ۵۰) در بالارود به باریک و عمیق (متوسط عرض به عمق ۳/۶) در پایین رود تغییر می‌کند. آنالیز اندازه ذرات کاهش مشخص اندازه ذرات را به سمت پایین رود نشان می‌دهد. رسوبات پرکننده کانال در بیشتر بخش‌های بالارود شامل ماسه متوسط تا پبل می‌شود. جورشدگی از خیلی بد جورشده تا متوسط جورشده از بالارود به پایین رود تغییر می‌کند. مهم‌ترین عوامل مؤثر بر تغییرات بافتی رسوبات و نوع رودخانه در این منطقه تغییر شیب و اثر سنگ منشأ می‌باشد.

## موقعیت
رودخانه نکارود از شاهکوه البرز در گرگان سرچشمه می‌گیرد.

## پل‌ها
سه پل از روی این رودخانه می‌گذرد:
- پل آزادگان: پلی است که در سال ۱۳۹۷ تأسیس شد و مخصوص عبور همه وسایل نقلیه و شهروندان می‌باشد. پل آزادگان به طول ۱۰۰ متر با ارتفاع هفت متر و با هزینه حدود ۱۲ میلیارد تومانی برای تملک اراضی، ساخت و ساز و بازگشایی به بهره‌برداری رسید.[۳]

- پل مرکزی: پلی است که در سال ۱۳۶۷ بعد از جنگ ایران و عراق تأسیس شد و در حال حاضر پل اصلی این شهر می‌باشد که مخصوص عبور همه وسایل نقلیه و شهروندان می‌باشد.

- پل کمربندی: پلی است که در سال با احداث جاده کمربندی نکا تأسیس شد و در حال حاضر بزرگترین و طولانی ترین پل این شهر می‌باشد که مخصوص عبور همه وسایل نقلیه اعم از سنگین و سبک می‌باشد.

## محیط زیست
رودخانه نکا رود شهرستان نکا به دلیل برخورداری دبی آب مورد نیاز و نیز یک سری ویژگی‌های زیستی و فیزیکی و شیمیایی مناسب برای رهاسازی بچه ماهیان مناسب است. سالانه ۲۴۳ تن ماهی در نکارود تولید می‌شود.